# Gavia howardae
Gavia howardae är en utdöd fågel i familjen lommar inom ordningen lomfåglar. Den beskrevs 1978 utifrån fossila lämningar från pliocen funna i Kalifornien, USA.